# Нижняя Уратьма
 Нижняя Уратьма  — село в Нижнекамском районе Татарстана. Административный центр Нижнеуратьминского сельского поселения.

## География
Находится в центральной части Татарстана на расстоянии приблизительно 29 км по прямой на юг-юго-запад от районного центра города Нижнекамск у реки Уратьма.

## История
Известно с 1646 года. Упоминалось также как Татарская Уратьма, Чувашская Уратьма или Камышевский Враг. В начале XX века действовали мечеть и мектеб.
В «Списке населенных мест по сведениям 1870 года», изданном в 1877 году, населённый пункт упомянут как деревня Нижняя Уратьма (Камышенский Враг, Чувашская Уратьма) 3-го стана Мензелинского уезда Уфимской губернии. Располагалась при речке Уратьминке, по левую сторону коммерческого тракта из Бирска в Мамадыш, в 92 верстах от уездного города Мензелинска и в 33 верстах от становой квартиры в селе Заинск (Пригород). В деревне, в 90 дворах жили 671 человек (318 мужчин и 353 женщины, татары, чуваши), были мечеть, водяная мельница. Жители занимались земледелием, скотоводством, пчеловодством, плотничеством.
По сведениям переписи 1897 года, в деревне Нижняя Уратьма Мензелинского уезда Уфимской губернии жили 1372 человека (665 мужчин и 707 женщин), из них 961 мусульманин, 411 православных.

## Население
Постоянных жителей было: в 1870—671, в 1897—1372, в 1913—1738, в 1920—1742, в 1926—1366, в 1949—1264, в 1958—1807, в 1970—1837, в 1979—1593, в 1989—1072, в 2002 − 930 (татары 87 %), 953 в 2010.